# Aleksiejewka (rejon aleksiejewski)
Aleksiejewka (ros. Алексеевка) – wieś (sieło) w Rosji, w obwodzie samarskim, ośrodek administracyjny rejonu aleksiejewskiego. W 2010 liczyła 4513 mieszkańców.